# Luis Roberto García Toral
Luis Roberto García Toral   (Lleó, 30 de maig de 1973) conegut com a Robert al món de l'esport i, anteriorment, com a Roberto García, és un exfutbolista castellanolleonès, que ocupava la posició de defensa.

## Carrera esportiva
Sent jugador del planter valencianista, Roberto García va debutar en Primera Divisió jugant dos partits amb el València CF, a la campanya 93/94. La temporada següent va marxar cedit al CE Castelló, llavors a Segona B, com a part del pagament pel traspàs d'Óscar Adelantado.
Posteriorment, Roberto García va continuar la seua carrera per equips de divisions inferiors, fins que l'any 2000 fitxa pel CD Badajoz, de la Segona divisió, on romandria dos anys, el primer de suplent i el segon de titular.
L'estiu del 2002 recala a la UDA Gramenet. A l'equip colomenc jugaria tres anys abans de passar al Terrassa FC, on passaria un any. La temporada 06/07 milita a la SD Huesca, amb qui ascendeix a Segona Divisió.